# Френд, Джеральд
Джеральд Артур Френд (англ. Gerald Arthur Friend, род. 24 ноября 1937) — американский серийный насильник и похититель из Лейквуда, штат Вашингтон, в настоящее время отбывает два последовательных 75-летних срока в исправительном центре Airway Heights.
Впервые Френд попал в тюрьму в июле 1960 года за похищение 12-летней девочки из города Самнер, штат Вашингтон, когда ему было 22 года. Он подобрал девочку и её брата голосующих на дороге, но затем, под дулом пистолета, вытолкнул мальчика из машины. После этого он отвез жертву в национальный парк Маунт-Ренье, где избил её, изнасиловал и обрезал волосы. В итоге девочке удалось сбежать прыгнув в реку, где она была обнаружена проезжающим автомобилистом. Несколько дней спустя отец Френда нашел его прячущимся в поле недалеко от их дома; Френд достал пистолет 22 калибра и был травмирован в завязавшейся драке. После этого отец отвез его в больницу и сдал в полицию. Френд был осужден за изнасилование и пытки, и был приговорен к 75 годам заключения. Однако, отсидев 20 лет в тюрьме Walla Walla и дважды сбежав, он был условно-досрочно освобожден в 1980 году.
В июне 1987 года он похитил 14-летнюю девушку угрожая ей ножом, после того как она села в его автомобиль возвращаясь с рок-концерта. Он неоднократно насиловал и пытал её, привязав к потолочной балке своего передвижного дома. Девушке удалось сбежать, выпрыгнув из грузовика на заправочной станции. Спустя день Френд был остановлен дорожной полицией и оштрафован за нарушение ПДД, после чего он был опознан полицейскими и его арестовали. В августе того же года он был осужден за похищение и изнасилование первой степени. Ему было приписано отбыть оставшуюся часть своего приговора 1960 года, в дополнение ко второму 75-летнему приговору. В следующем году его вторая жертва подала в суд на власти штата и департамент исправительных учреждений за преждевременное освобождение Френда в 1980 году.
Полиция округа Кинг заподозрила Френда в убийстве в Грин-Ривер и сочла его подозреваемым в убийстве двух девушек в Такоме в 1987 году, однако власти не смогли доказать его связь с этими преступлениями.
Похищение 14-летней девочки в 1987 году послужило вдохновением для появления песни «Polly» группы Nirvana, выпущенной в 1991 году. Автор песни, Курт Кобейн, прочитал об этом инциденте в газете.